# 莫斯卡倫卡
46°17′14″N 34°44′36″E / 46.28722°N 34.74333°E
莫斯卡伦卡（烏克蘭語：Москаленка）是位於烏克蘭南部的村莊，由赫爾松州海尼切斯克區的海尼切斯克市镇負責管轄。該村始建於1895年，面積13.9平方公里，海拔高度18米，2001年人口346，人口密度每平方公里25人。